# A kígyók úrnője
A kígyók úrnője (eredeti címén: Şahmaran) egy 2023 és 2024 között vetített török fantasy televíziós sorozat, melyet a Netflix mutatott be 2023. január 20-án, és 2024. augusztus 8-án. A főszerepben Serenay Sarıkaya és Burak Deniz láthatók. A történet Şahmeran, a kígyótestű nő legendáját dolgozza fel, mely a török folklóron kívül az arab és perzsa mitológiában is létezik.

## Cselekmény
Şahsu pszichológiát tanít egyetemen, miközben a PhD-jére készül. Adanába utazik, mert a professzora megkéri, hogy tartson előadást a kutatási témájában. Ez kapóra jön Şahsunak, mert a közelben él a soha nem látott nagyapja, Davut, aki elhagyta Şahsu anyját gyerekkorában. Felkeresi az öregembert és számonkéri tőle a múltat. Davut szomszédságában lakik egy titokzatos család, akik a mitológiai lény, Şahmaran eljövetelét várják, és Şahsut vélik hozzá a kulcsnak. Şahsu egyre jobban vonzódni kezd a család egyetlen fiúgyermekéhez, a jóképű Maranhoz. Adanában tartózkodása közben különös rémálmok és látomások gyötrik – akárcsak korábban az édesanyját, és mint kiderül, a nagyapját is.

## Szereplők
- Serenay Sarıkaya mint Şahsu; magyar hangja Földes Eszter
  - Almina Günaydın mint gyermek Şahsu
- Burak Deniz mint Maran; magyar hangja Varga Gábor
- Mustafa Uğurlu mint Davut; magyar hangja Végh Péter
- Mahir Günşiray mint Ural; magyar hangja Bognár Tamás
- Mert Ramazan Demir mint Cihan; magyar hangja Fehér Tibor
- Hakan Karahan mint Lakmu; magyar hangja Fillár István
- Elif Nur Kerkük mint Medine; magyar hangja Majsai-Nyilas Tünde
- Mehmet Bilge Aslan mint Salih; magyar hangja Ullmann Ottó
- Berfu Halisdemir mint Diba; magyar hangja Ágoston Katalin
- Nilay Erdönmez mint Hare; magyar hangja Kis-Kovács Luca
- Nil Sude Albayrak mint Bike; magyar hangja Nemes Takách Kata
- Ebru Özkan mint Çavgeş; magyar hangja Németh Borbála
- Ayşe Lebriz Berkem mint Tutku; magyar hangja Kiss Eszter
- Öznur Serçeler mint Gül (cameo)
- Saadet Işıl Aksoy mint Lilith (második évad)

## 1. évad (2023)
| Sor. | Év. | Cím                                                              | Premier          |
| ---- | --- | ---------------------------------------------------------------- | ---------------- |
| 1.   | 1.  | Világfájdalom (Dünya Sancısı)                                    | 2023. január 20. |
| 2.   | 2.  | Beszélő eső (Yağmurun Söyledikleri)                              | 2023. január 20. |
| 3.   | 3.  | Ingatag egyensúly (Kararsız Denge)                               | 2023. január 20. |
| 4.   | 4.  | A hit elviselhetetlen fényessége (İnanmanın İnanılmaz Hafifliği) | 2023. január 20. |
| 5.   | 5.  | Változó jövő (Gelecek Değişir)                                   | 2023. január 20. |
| 6.   | 6.  | A káosz maga az élet (Hayat Gürültüsü)                           | 2023. január 20. |
| 7.   | 7.  | Szerelem ismét (Aşkın Tekerrürü)                                 | 2023. január 20. |
| 8.   | 8.  | Akiben kígyó lakozik (İçimdeki Yılan)                            | 2023. január 20. |

## Fogadtatás
Három nappal a sorozat indulását követően 17 millió órányi megtekintésnél járt.
A Cumhuriyet napilap kritikusa dicsérte az operatőri munkát és a színészi játékot, de elégedetlen volt a „régió valósága” és a szereplők viselkedése közötti disszonanciával. Úgy vélte, túlzásba vitték a meztelen jeleneteket és egyes jelenetek nem illenek a török vidéki kultúrába abban a régióban, ahol játszódnak. A kritikus szerint Maran családja olyan, mintha az Alkonyatból léptek volna elő.